# Alt-Marzahn 54
Die Gastwirtschaft Zum Alten Krug an der Adresse Alt-Marzahn 54 wurde zu Beginn des 20. Jahrhunderts vom Privatmann und Gastwirt Karl Dietl am Marzahner Anger eingerichtet, fast genau gegenüber dem bereits bestehenden Gasthof (heutiger Marzahner Krug). Die Namensgebung erinnerte daran, dass der frühere Dorfkrug seit den späten 1800er Jahren nur den Namen seines Betreibers Fritz Drenske trug. Nach 1945 gab es den Alten Krug nicht mehr, die Immobilie wurde Eigentum des Staates, der sie verschiedenen Nutzern übertrug. Nach 1990 übernahm eine soziale Einrichtung das Anwesen und betreibt es nach Umbau und Erweiterungsbauten für seine Zwecke.

## Lage
Die Gebäude belegen das Grundstück mit der Adresse Alt-Marzahn 54 und weitere Flächen in Alt-Marzahn (westlicher Arm, nahe 56C).

## Geschichte

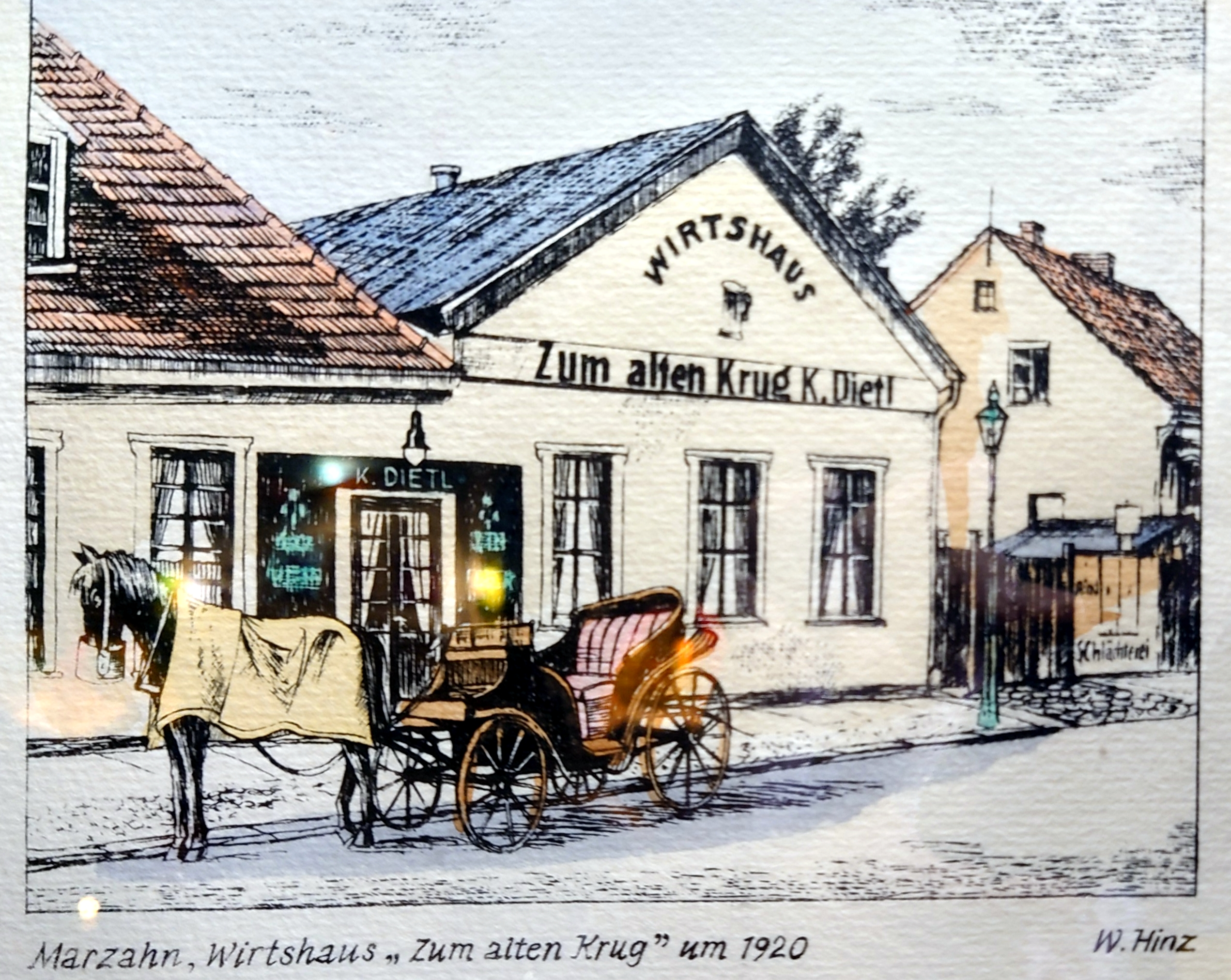
„Zum Alten Krug“, Jahr 1920

Die Geschichte von Marzahn ab Ende des 19. Jahrhunderts ist nicht detailliert überliefert und Literatur dazu ist auch spärlich. Erst die online verfügbaren Berliner Adressbücher enthalten Hinweise zu diesem Gehöft:
Im Jahr 1940 wird hier eine Gastwirtschaft ausgewiesen mit dem Eigentümer und Betreiber Karl Dietl. Eine farbige Handzeichnung von einem Privatmann zeigt das Jahr 1920 (zu sehen in einem Bilderrahmen im jetzigen Marzahner Krug) und belegt das Vorhandensein dieses Restaurants, das den Namen trug.
Auch im Jahr 1943 gab es die gleiche Gaststätte an dieser Stelle.
Ab Ende des Zweiten Weltkriegs, 1945 findet sich zu diesem Grundstück in den Telefon- und Adressbüchern keine Gaststätte mehr und auch der Name Dietl taucht nicht mehr auf. Es ist daher anzunehmen, dass die Gastwirtsfamilie ihr Anwesen verlassen hat. Auch ein neuer Besitzer des Hauses ist nicht angegeben.
Später nutzten verschiedene kommunale, staatliche oder betriebliche Einrichtungen das Gebäude:
- In den 1980er Jahren war das Haus im Besitz des VEB Salonbau, der hier zwei seiner Abteilungen eingerichtet hatte: die Projektierung und den Innenausbau. Für die Abteilung Buchhaltung nutzte der Betrieb das Haus Alt-Marzahn 62.[5]
- Nach der Wende und der Möglichkeit einer erneuten Eigentumsänderung gelangte das Anwesen an die frisch gegründete soziale Einrichtung: Psychosoziales Zentrum Wuhletal gGmbH. Sie ließ im hinteren Bereich und an dem nordwärts führenden Arm der Straße Alt-Marzahn unauffällige und den Baudenkmalen angepasste Neubauten errichten und betreibt hier die Einrichtungen Betreutes Wohnen für Suchtkranke sowie ein Alkoholfreies Begegnungs-Centrum.(siehe Website)
- In Alt-Marzahn 31 betreibt die gemeinnützige Einrichtung noch Betreutes Einzelwohnen und eine Tagesstätte.

## Architektur
Das hier beschriebene historische Bauwerk ist ein anderthalbstöckiges Gebäude mit der Giebelseite zur Straße, also die Längsachse in Nordwest-Südost-Richtung. Der Vergleich zum Jahr 1920 zeigt, dass der Dachstuhl leicht erhöht wurde, um den Dachraum samt einer hinzugefügten Dachgaube voll nutzbar zu machen. Und es gibt weitere Dachgauben.
Die Gebäude-Außenmaße betragen: Länge 19 bis 20 Meter, Breite 10 Meter. Es wird von einem einfachen Ziegel-gedeckten Pultdach abgeschlossen.
Der zur Immobilie gehörende größere Baukomplex erstreckt sich T-förmig über eine Länge von rund 65 Metern im hinteren Bereich der Parzellen. Das zusammenhängende Bauwerk ist zweistöckig und trägt die Hausnummern Alt-Marzahn 56A bis 56F. Es gibt Eingänge vom früheren Anger als auch vom Querarm. Diese Bauten gehören nicht zum Denkmalschutzbereich.